# Phenacoccus madeirensis
Phenacoccus madeirensis är en insektsart som beskrevs av Green 1923. Phenacoccus madeirensis ingår i släktet Phenacoccus och familjen ullsköldlöss. Inga underarter finns listade i Catalogue of Life.